# Projet Montréal
Projet Montréal est un parti politique municipal de la ville de Montréal, au Québec (Canada). Son chef est Luc Rabouin, maire de l'arrondissement du Plateau-Mont-Royal, depuis le 15 mars 2025. Axé sur la qualité de vie, l'urbanisme durable et l’intégrité de l'administration, Projet Montréal vise la relance économique, démocratique, urbaine et démographique de Montréal. Depuis les élections municipales de 2017, le parti est à la tête du conseil municipal de Montréal.

## Historique

### Débuts du parti

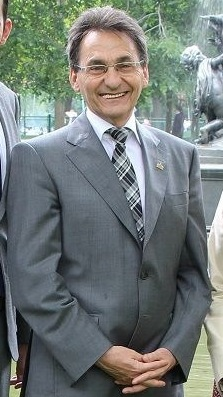
Le cofondateur et premier chef du parti, Richard Bergeron.

Projet Montréal est fondé en 2004 par Richard Bergeron et Claude Mainville.
Aux élections de 2005, Richard Bergeron est le seul élu de sa formation à accéder au conseil de ville au poste de conseiller de l'arrondissement du Plateau-Mont-Royal.
Au printemps 2009, la conseillère d’arrondissement Josée Duplessis (Le Plateau-Mont-Royal) et le conseiller d’arrondissement Pierre Mainville (Ville-Marie) rejoignent les rangs de Projet Montréal.

### Élections municipales de 2009
Les 23 et 24 mai 2009, Projet Montréal tient son congrès 2009 dans le quartier Petite-Bourgogne à Montréal. À cette occasion, les membres réunis ont achevé et adopté le programme 2009 du parti, auquel environ 300 personnes avaient déjà contribué au cours des mois précédents.
Le 10 août 2009, Richard Bergeron annonce que l’honorable John H. Gomery sera le président d’honneur de la campagne de financement de Projet Montréal dans le cadre de l’élection 2009. John Gomery, juge à la retraite, est connu pour sa présidence de la Commission d'enquête sur le programme de commandites et les activités publicitaires. Le même jour, le chef de Projet Montréal annonce plusieurs mesures prenant effet immédiatement afin de garantir le respect des normes de transparence et d’éthique du parti[source secondaire nécessaire].
Par ces mesures, qui sont plus contraignantes que la loi régissant le financement sur les partis politiques, Projet Montréal entend respecter non seulement la lettre, mais aussi l’esprit de cette loi et lutter ainsi contre les dérives qui ont marqué la vie politique montréalaise.
Aux élections municipales du 1er novembre 2009, Richard Bergeron termine troisième à la course à la mairie de Montréal. Le parti passe cependant d'un seul candidat élu en 2005 (Richard Bergeron) à 14 candidats (sur 103) en 2009. De ces 14 candidats, deux sont maires d'arrondissement (sur 19) et 10 siègent sur le conseil de ville (sur 65). Projet Montréal remporte également l'ensemble des sept postes de l'arrondissement Plateau-Mont-Royal.

### Élections municipales de 2013
Lors des élections municipales du 3 novembre 2013, Richard Bergeron termine à nouveau troisième dans l'élection au poste de maire de Montréal. Projet Montréal est le seul parti à présenter un candidat à chacun des 102 postes électoraux. Parmi ces 102 candidats, les deux maires d'arrondissement (Luc Ferrandez dans Le Plateau-Mont-Royal et François Croteau dans Rosemont–La Petite-Patrie) sont réélus ; 18 conseillers de ville et huit conseillers d'arrondissement sont également élus.
À l'issue de cette élection, Projet Montréal passe de 10 à 20 sièges sur les 65 que compte le conseil municipal, et devient la première opposition municipale au conseil.
Le 27 octobre 2014, Projet Montréal annonce la démission de Richard Bergeron de la chefferie du parti, et la nomination de Luc Ferrandez comme chef intérimaire, dans l'attente de la tenue d'élections pour désigner le nouveau chef. Richard Bergeron, nommé au comité exécutif de la ville de Montréal quelques jours plus tard, annonce qu'il quitte le groupe Projet Montréal au conseil municipal, et siègera dorénavant comme indépendant. Le 7 novembre 2016, Richard Bergeron annonce qu'il rejoint officiellement l'Équipe Denis Coderre, abandonnant son statut d'indépendant.

### Élections municipales de 2017

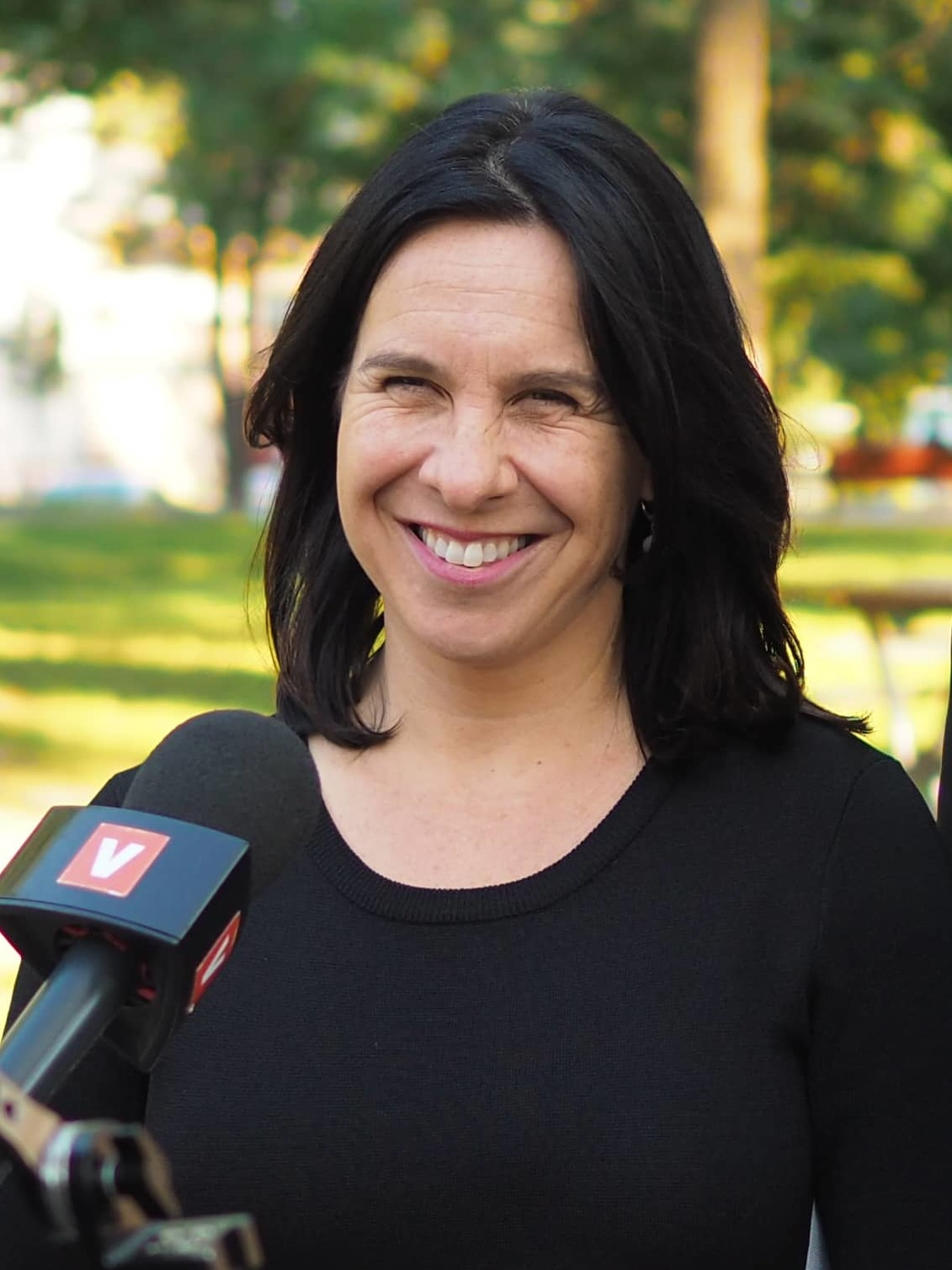
Valérie Plante, cheffe de Projet Montréal.

La campagne à la chefferie de Projet Montréal se tient à l'automne 2016. Les trois candidats sont Guillaume Lavoie, Valérie Plante et François Limoges, mais ce dernier se retire en cours de route. Le chef intérimaire Luc Ferrandez avait quant à lui annoncé depuis des mois qu'il ne briguerait pas la direction du parti.
Le 4 décembre 2016, Valérie Plante devient chef de Projet Montréal, remportant la course au leadership du parti avec 51,9 % du vote qui l'opposait au conseiller Guillaume Lavoie.
À la suite de la victoire de Valérie Plante, cinq élus de formations politiques adverses quittent leurs partis pour se joindre à Projet Montréal. D'abord Maja Vodanovic, conseillère d'arrondissement pour le district du Canal, annonce le 23 janvier 2017 qu'elle briguera la mairie de Lachine. Puis Benoit Dorais, maire de l'arrondissement du Sud-Ouest et ancien chef de Coalition Montréal, rejoint Projet Montréal le 31 mai 2017. Enfin Normand Marinacci, maire de l'Île-Bizard–Sainte-Geneviève, et deux de ses conseillers d'arrondissement quittent le Vrai changement Montréal le 28 juin 2017 afin de rejoindre à leur tour l'opposition officielle.
Valérie Plante est candidate de Projet Montréal pour la mairie de Montréal à l'élection municipale de novembre 2017.
Le 5 novembre 2017, elle devient la première femme mairesse de Montréal, en défaisant le maire sortant Denis Coderre. Projet Montréal remporte 11 mairies d'arrondissement et obtient une majorité à l'hôtel de ville.

### Élections municipales de 2021
En 2018, les membres de Projet Montréal élisent un nouveau président du parti, Guedwig Bernier. Ce dernier exprime ouvertement sa volonté d’instaurer un changement de culture au sein du parti afin de faire davantage de place aux personnes issues de la diversité, notamment aux personnes racisées, en vue des prochaines élections.
En amont des élections municipales de 2021, Projet Montréal annonce notamment la candidature de Will Prosper à la mairie de Montréal-Nord, de Gracia Kasoki Katahwa à la mairie de Côte-des-Neiges–Notre-Dame-de-Grâce,.
Projet Montréal publie sa plateforme électorale Une ville pour aujourd'hui et pour demain le 6 octobre 2021, le document de 24 pages compte près de 250 engagements électoraux. La construction de 60 000 logements abordables en 10 ans est considérée comme la promesse phare de Valérie Plante et son parti pour l'élection de 2021.
En septembre 2021, Valérie Plante annonce que Dominique Ollivier, ex-présidente de l'Office de consultation publique de Montréal (OCPM) se présente sous la bannière de Projet Montréal dans le district du Vieux-Rosemont. Plante annonce également qu’advenant sa réélection, elle nommera Dominique Ollivier à la présidence du comité exécutif de la Ville de Montréal.
Le 7 novembre 2021, Projet Montréal obtient une nouvelle majorité au conseil de ville, alors que Valérie Plante est réélue mairesse de Montréal avec près de 15 % d'avance sur son adversaire principal Denis Coderre.
Le parti effectue plusieurs percées historiques, dont en remportant pour la première fois la majorité des sièges dans Rivière-des-Prairies–Pointe-aux-Trembles et la totalité dans Verdun.
Dominique Ollivier, également élue, devient la première femme noire présidente du comité exécutif de la Ville de Montréal. Gracia Kasoki Katahwa devient alors la première femme noire mairesse d’un arrondissement montréalais,.
Quelques semaines plus tard, Valérie Plante propose la nomination de Martine Musau Muele à la présidence du Conseil municipal, faisant d’elle la première femme afrodescendante à occuper ce poste.

## Programme politique
Le programme de Projet Montréal comprend des engagements touchant le logement, la famille, l’environnement et le verdissement de la ville, le transport, l’économie, les arts et la culture, la démocratie montréalaise, la participation citoyenne, l'intégrité et la qualité de l'administration.
La création de quartiers mixtes conviviaux, arrimés au transport (transit-oriented development), la disponibilité de logements à prix acceptables, l'aménagement de quartiers verts reliés par un réseau vert, ainsi que la promotion de l’art et de la culture dans la ville font partie des moyens préconisés par le parti. Projet Montréal propose aussi de mettre en valeur l’entrée maritime de Montréal et de recouvrir la partie ouverte de l’autoroute Ville-Marie ainsi qu’une section de l’autoroute Décarie afin d’y aménager, par exemple, des terrasses et des marchés publics. Leur conception de l'aménagement de la ville repose sur les idées du Nouvel urbanisme, appliquées à des degrés variables en fonction du milieu dans lequel des actions de réaménagement urbain sont pratiquées. Par ces moyens et par d’autres, Projet Montréal souhaite mettre fin à l’exode des familles, diminuer graduellement la dépendance de Montréal au pétrole et faire de Montréal un pôle industriel nord-américain des nouveaux transports urbains. La construction de la ligne rose est un des projets phare de ce parti, lors de la campagne électorale de 2017.
Une autre priorité du parti est l'intégrité de l'administration municipale. Pour éviter la corruption et la collusion, Projet Montréal propose notamment que les dons aux partis politiques municipaux soient limités, que les réunions du Comité exécutif de la Ville se tiennent en public et que la Ville reprenne la maîtrise d’œuvre de ses projets.
Projet Montréal est le seul parti à adopter démocratiquement son programme électoral en consultant ses membres en Congrès,.

## Réalisations notables

### Premier mandat (2017-2021)

#### Règlement pour une métropole mixte
En novembre 2020, l'administration Plante adopte le Règlement pour une métropole mixte. Ce tout nouveau règlement a pour objectif de maximiser les retombées des différents programmes en habitation de la Ville et des gouvernements supérieurs, en amenant les projets privés à intégrer des logements bénéficiant d'une subvention. Ceci permet d'assurer la mixité des quartiers en transformation grâce à la construction de 600 logements sociaux par an. Le règlement crée aussi un nouveau levier pour protéger les immeubles locatifs anciens où l'on souhaite maintenir des loyers abordables. De plus, il permet l'émergence d'une nouvelle offre intermédiaire, entre le logement social et la propriété. Enfin, il a comme objectif d’amener la réalisation de 500 logements familiaux au prix du marché par année. Ce règlement vise à améliorer significativement la diversité de l'offre sur le marché immobilier montréalais.
Applicable à compter du 1er avril 2021, le règlement encadre l'émission des permis de construire pour les projets immobiliers de cinq logements et plus. Ainsi, pour obtenir un permis de construction résidentiel, le promoteur doit conclure une entente avec la Ville de Montréal en vue d'améliorer l'offre en matière de logement social, abordable et familial, soit par la construction de logements, la cession de terrains ou une contribution financière,.

#### Plan climat de la Ville de Montréal
En décembre 2020, l'administration de Projet Montréal présente le premier plan climat de la Ville de Montréal. Composé de 46 actions concrètes, il vise à permettre à Montréal d'atteindre les cibles ambitieuses qu’elle s'est fixée en matière de transition écologique, soit la réduction de 55 % des émissions de gaz à effet de serre (GES) de la collectivité d'ici 2030 (par rapport à 1990), ainsi que l'atteinte de la carboneutralité d'ici 2040 pour ses propres opérations et en 2050 pour la collectivité. Le Plan climat vise également à augmenter la résilience de la communauté montréalaise, en misant notamment sur la mobilisation de la société civile, la mobilité durable et l'électrification des transports, l’efficacité énergétique des bâtiments et le verdissement. Il permettra enfin d’orienter les décisions et les investissements de la Ville vers l’adaptation aux aléas climatiques.
Le Plan climat de la Ville de Montréal est louangé par de nombreuses organisations écologistes. Selon Équiterre, ce plan met en place « des mesures innovantes pour faire face à l'urgence climatique ». L'organisme se réjouit particulièrement de l'imposition d'un test climat pour baliser les décisions de la Ville, qui « deviendra une référence en la matière pour toutes les administrations publiques ». La Fondation David Suzuki souligne également le plan climat, qui  selon elle « s'aligne avec la science » et constitue une occasion unique pour un développement économique durable. La Fondation David Suzuki estime alors que « le vrai travail peut maintenant et enfin commencer ». Finalement, Greenpeace Canada affirme que le plan hisse « Montréal dans le peloton de tête des villes en Amérique du Nord ».

#### Réseau express vélo
Le Réseau express vélo (REV) est un projet de voies cyclables de 184 km qui relie différents points d'intérêt sur l'île de Montréal. Constitué principalement de voies protégées, ce réseau assure le confort et la sécurité des cyclistes. Une fois achevé, il comptera 17 axes accessibles toute l’année. Il fait partie des principales promesses de campagne de Projet Montréal lors des élections municipales de 2017. Le projet devient réalité en 2019, quand Valérie Plante, Marianne Giguère, conseillère associée au développement durable et aux transports actifs au comité exécutif, ainsi qu'Éric Alan Caldwell, alors responsable de l'urbanisme et du transport au comité exécutif, annoncent que les cinq premiers axes du REV seront intégrés à la programmation vélo 2019-2020 de la Ville de Montréal.
Ces cinq premiers axes sont : 
1. L'axe Lajeunesse–Saint-Denis
2. L'axe Viger–Saint-Antoine–Saint-Jacques
3. L'axe Souligny
4. L'axe Peel
5. L'axe de Bellechasse

Selon Valérie Plante, « Le Réseau express vélo facilitera les déplacements efficaces, confortables, sécuritaires, mais avant tout, il sera accessible à tous les niveaux d'usagers. Il répondra aux besoins de celles et ceux qui sont intéressés de se déplacer à vélo et qui n'ont pas encore adopté ce mode de déplacement ».
Selon la direction de la santé publique de Montréal, le déploiement du Réseau express vélo est une excellente nouvelle du point de vue de la santé publique, car le REV cible des routes majeures où des aménagements physiques permanents sont requis pour améliorer la sécurité de tous les usagers.
Lors de l’annonce du projet en 2019, le REV reçoit un accueil mitigé de la société de développement commercial de la rue Saint-Denis, qui craint que le REV ne soit qu’une autoroute pour vélos et n’apporte rien aux commerçants,.
En 2022, le REV reçoit un prix dans la catégorie corps public au gala du Conseil régional de l’environnement de Montréal (CRE-Montréal). Un an après son entrée en service, l'axe Saint-Denis bat tous les records d’achalandage et est de plus en plus salué comme un aménagement structurant pour la relance de l'artère iconique,.

#### Grand parc de l'ouest
En 2019, l'administration Plante annonce son intention de créer le Grand Parc de l'Ouest, qui regrouperait les cinq parcs-nature de l'ouest de l’île de Montréal : le parc-nature de l'Anse-à-l'Orme, le parc-nature du Bois-de-l'Île-Bizard, le parc agricole du Bois-de-la-Roche, le parc-nature du Cap-Saint-Jacques et le parc-nature des Rapides-du-Cheval-Blanc, en plus de différents secteurs d'intérêt répartis sur les territoires des arrondissements et des villes liées.
Une fois réalisé, le « Grand Parc de l'Ouest » fera 3 000 hectares de superficie, soit 1 600 nouveaux hectares d'aires protégées. Il deviendra la plus grande étendue verte urbaine du pays et l'un des plus grands parcs agricoles municipaux du monde, faisant environ huit fois la taille de Central Park, à New York.

### Deuxième mandat (2021-2025)

#### Encadrement de la distribution de circulaires
En avril 2022, la mairesse de Montréal Valérie Plante et Marie-Andrée Mauger, responsable de la transition écologique au comité exécutif, annoncent l'option d’adhésion volontaire pour la distribution de circulaires. Cette annonce signifie qu'à partir de 2023, la distribution de circulaires et de publicités à Montréal se fera uniquement aux personnes ayant signalé leur désir de les recevoir. Le nouveau règlement prévoit aussi que les entreprises qui souhaitent continuer de distribuer des circulaires ne pourront plus utiliser aucun plastique.
Cette annonce de l'administration Plante-Ollivier reçoit un accueil favorable de plusieurs acteurs environnementaux. Selon Colleen Thorpe, directrice générale d'Équiterre, « Ce règlement est un passage nécessaire pour réduire l'utilisation des matières ».  
En plus des acteurs environnementaux, le président du groupe Métro-Média Andrew Mulé se dit favorable à cette annonce pour des raisons environnementales. Il ajoute que « La reconnaissance par l'administration municipale de notre apport à la vitalité sociale, communautaire et économique des quartiers de Montréal envoie un message fort pour l'avenir de l'information ».

#### Certification propriétaire responsable
En février 2022, l'administration Plante-Ollivier dévoile son projet de certification propriétaire responsable qui vise à mieux protéger les locataires sur son territoire. Avec cet outil novateur, le premier du genre au Québec, la Ville se dote d'un levier d'intervention supplémentaire pour assurer un parc locatif plus sécuritaire et salubre, tout en réduisant les risques liés au phénomène grandissant des rénovictions et des hausses de loyer abusives.
Cette certification, qui s'appliquera aux bâtiments de huit logements et plus, comprend notamment un registre de loyers, qui permettra aux locataires de connaître, en toute transparence, les montants des loyers payés sur le marché.
Afin d'obtenir cette certification, qui sera à renouveler tous les cinq ans, les propriétaires concernés devront notamment prouver que chacun des logements locatifs dans leur immeuble n’est pas insalubre ou encore confronté à des enjeux de sécurité, notamment concernant leur structure et la solidité des balcons. Ils devront faire inspecter ceux-ci et s’engager à apporter les correctifs nécessaires dans les logements problématiques avant d’obtenir cette certification.
La certification propriétaire responsable était une promesse phare de Projet Montréal lors de la campagne électorale de 2021. Elle s’appliquera à environ 250 000 logements, soit environ 35 % du parc locatif montréalais,.

## Course à la chefferie de 2025
Le 23 octobre 2024, la mairesse de Montréal, Valérie Plante, annonce qu'elle ne sollicitera pas un troisième mandat à la mairie de Montréal. Elle précise toutefois qu'elle entend mener son mandat à terme jusqu'aux prochaines élections municipales.
À la suite de cette annonce, une course à la chefferie est déclenchée au sein de Projet Montréal. À compter du 9 décembre 2024, les personnes intéressées disposent d'une période allant jusqu'au 31 janvier 2025 pour soumettre leur candidature. Six candidat·es déposent officiellement leur dossier. Toutefois, le 21 janvier 2025, Maja Vodanovic annonce son retrait de la course.
La course à la chefferie est officiellement lancée le 3 février 2025, avec cinq candidat·es en lice : Ericka Alneus, Guedwig Bernier, Gracia Kasoki Katahwa, Laurence Lavigne Lalonde et Luc Rabouin. Le 15 mars 2025, Luc Rabouin est élu chef de Projet Montréal au quatrième tour de scrutin, avec 59,2 % des votes.
Cette élection marque un taux de participation record dans l’histoire du parti, avec 4 969 membres ayant exercé leur droit de vote, représentant un taux de participation de 82 %.
Voici les résultats détaillés de l’élection :   
| Premier tour             | Nombre de votes | Pourcentage |
| ------------------------ | --------------- | ----------- |
| Luc Rabouin              | 1909,0          | 39,5 %      |
| Gracia Kasoki Katahwa    | 1199,5          | 24,8 %      |
| Laurence Lavigne Lalonde | 823,0           | 17,0 %      |
| Ericka Alneus            | 451,7           | 9,3 %       |
| Guedwig Bernier          | 381,2           | 7,9 %       |
| Votes annulés            | 70,5            | 1,5 %       |

| Deuxième tour            | Nombre de votes | Pourcentage |
| ------------------------ | --------------- | ----------- |
| Luc Rabouin              | 1981,5          | 42,1 %      |
| Gracia Kasoki Katahwa    | 1277,1          | 27,1 %      |
| Laurence Lavigne Lalonde | 881,0           | 18,7 %      |
| Ericka Alneus            | 572,4           | 12,1 %      |

| Troisième tour           | Nombre de votes | Pourcentage |
| ------------------------ | --------------- | ----------- |
| Luc Rabouin              | 2118,8          | 45,5 %      |
| Gracia Kasoki Katahwa    | 1468,0          | 31,5 %      |
| Laurence Lavigne Lalonde | 1067,2          | 22,9 %      |

| Quatrième tour        | Nombre de votes | Pourcentage |
| --------------------- | --------------- | ----------- |
| Luc Rabouin           | 2778,4          | 59,2 %      |
| Gracia Kasoki Katahwa | 1911,0          | 40,8 %      |

## Chefs du parti
- Du 28 mai 2004 au 27 octobre 2014 : Richard Bergeron
- Du 27 octobre 2014 au 4 décembre 2016 : Luc Ferrandez (par intérim)
- Du 4 décembre 2016 au 15 mars 2025 : Valérie Plante
- Depuis le 15 mars 2025 : Luc Rabouin

## Résultats électoraux
| Élection | Chef             | Élection du maire | Élection du maire | Élection du maire | Élection au conseil municipal | Élection au conseil municipal | Élection au conseil municipal |
| Élection | Chef             | Votes             | %                 | Résultat          | Sièges                        | +/–                           | Rang                          |
| -------- | ---------------- | ----------------- | ----------------- | ----------------- | ----------------------------- | ----------------------------- | ----------------------------- |
| 2005     | Richard Bergeron | 32 126            | 8,53 %            | Battu             | 1 / 64                        | +1                            | 3e                            |
| 2009     | Richard Bergeron | 106 768           | 25,45 %           | Battu             | 10 / 64                       | +9                            | 3e                            |
| 2013     | Richard Bergeron | 118 637           | 25,52 %           | Battu             | 19 / 64                       | +10                           | 2e                            |
| 2017     | Valérie Plante   | 243 594           | 51,42 %           | Élue              | 33 / 64                       | +14                           | 1re                           |
| 2021     | Valérie Plante   | 217 986           | 52,14 %           | Élue              | 36 / 64                       | +3                            | 1re                           |

## Identité visuelle

Avant 2017
Depuis 2017